# Esperanza Aguirre
Esperanza Aguirre Gil de Biedma, grevinna av Murillo, grand av Spanien, DBE (Madrid, född 3 januari, 1952) är en spansk politiker, för närvarande ordförande för det konservativa Partido Popular i Madrid. Sedan 2003 har hon varit president för den autonoma regionen Madrid. Hon är den första kvinnan som varit ordförande för Spanska senaten och spansk utbildnings- och kulturminister under den spanska demokratiska historien. Hon var medlem av Unión Liberal, Partido Liberal och Alianza popular, som bytt namn till Partido Popular ("Folkpartiet") 1989. Hon anses vara den främsta person i den klassisk liberala flygeln av partiet.
Sedan unga år hon har varit medlem i Club Liberal de Madrid, som styrdes av Complutenseuniversitetet. Professorn i ekonomiska doktriner Pedro Schwartz, en av de viktigaste ledarna för Unión Liberal och en av de få företrädare för den klassiska liberalismen i Spanien, uppmuntrade Esperanzas politiska karriär 1983.
Den 17 september 2012 meddelade Esperanza Aguirre sin avgång efter att ha ägnat 29 år åt politiken. Det överraskande beskedet lämnades vid en presskonferens och Aguirre angav som skäl en allvarlig sjukdom hon lidit av tidigare och personliga händelser som har inträffat under de senaste åren. Hennes efterträdare i ämbetet blir den hittillsvarande vicepresidenten i Comunidad Madrid, Ignacio González González. Esperanza Aguirre är den enda kvinnan hittills som varit ordförande i senaten.

## Första åren (1952-1974)
Esperanza Aguirre föddes i en överklassfamilj i Madrid, dotter till advokaten José Luis Aguirre Borrell och Piedad Gil de Biedma Seoane, hon är den äldsta av åtta syskon. Hon är också en släkting till den katalanska poeten Jaime Gil de Biedma. Hon studerade på La Asunción-skolan och på Madrids brittiska institut. Hon har en juristexamen från Complutenseuniversitetet i Madrid, 1974.

## Administrativ karriär (1974–1982)
Esperanza Aguirre började 1976 på Tekniska nämnden för information och turism (Cuerpo de Técnicos de Información y Turismo) som tjänsteman. Hon var mediachef för PR-avdelningen för turism vid statens ministerium för turism, där hon stannade till 1979.
Därefter innehade hon olika administrativa befattningar direkt under ministeriet för kultur, med flera ministrar, under Centerdemokraternas regering.
- 1979 - Chef för tekniska kabinettet vid Litteratur- och Filmstyrelsen (Kulturministeriet).
- 1980 - Biträdande direktör för utredningsavdelningen vid tekniska sekretariatet inom kulturministeriet.
- 1981 - Biträdande chef för tekniska kontoret vid Kultursekretariatet.
- 1982 - Biträdande direktör för Kulturella stiftelser och föreningar.